# Max Joly
Max Émilland Jean Joly dit Max Joly, né le 12 juillet 1905 à Thonon-les-Bains et mort le 29 septembre 1987  à Saint-Julien-en-Genevois, est un réalisateur et scénariste français.

## Filmographie
comme assistant-réalisateur
- 1934 : Piano à vendre, court métrage de René Jayet

comme réalisateur
- 1936 : Aux jardins de Murcie, coréalisé avec Marcel Gras
- 1952 : Éternel espoir

comme scénariste
- 1936 : Aux jardins de Murcie
- 1947 : Pour une nuit d'amour d'Edmond T. Gréville
- 1947 : Le diable souffle d'Edmond T. Gréville
- 1952 : Éternel espoir